# ميلوس ستويانوفيتش
ميلوس ستويانوفيتش (بالصربية: Милош Стојановић)‏ (18 يناير 1997 ببلغراد في إقليم القائد العسكري في صربيا - ) هو لاعب كرة قدم صربي في مركز الدفاع. شارك مع منتخب صربيا تحت 17 سنة لكرة القدم ومنتخب صربيا تحت 19 سنة لكرة القدم. أما مع النوادي، فقد لعب مع النجم الأحمر بلغراد ونادي كولوبارا وبيزانيا نوفي بلغراد ‏.

## وصلات خارجية
- ميلوس ستويانوفيتش على موقع الاتحاد الأوربي (الإنجليزية)
- ميلوس ستويانوفيتش على موقع قاعدة بيانات كرة القدم.إي يو (الإنجليزية)
- ميلوس ستويانوفيتش على موقع Soccerbase.com (لاعب) (الإنجليزية)
- ميلوس ستويانوفيتش على موقع Soccerway.com (الإنجليزية)
- ميلوس ستويانوفيتش على موقع عالم كرة القدم.نت (الإنجليزية)